# Pleuraphodius aequatorialis
Pleuraphodius aequatorialis är en skalbaggsart som beskrevs av Rudolph Petrovitz 1966. Pleuraphodius aequatorialis ingår i släktet Pleuraphodius och familjen Aphodiidae. Inga underarter finns listade i Catalogue of Life.